# Mona (1935)
Mona – łódź ratownicza bazująca w Broughty Ferry w Szkocji. Została zbudowana w 1935 roku i w czasie swojej służby ocaliła 118 osób.

## Tragedia Mony
8 grudnia 1959 roku o godzinie 3:13 „Mona”, dowodzona przez kapitana Alexandra Galla, została oddelegowana do asystowania latarniowcowi „North Carr”, który zgłosił zerwanie się z kotwicy i dryfowanie wraz z załogą po Zatoce Św. Andrzeja. Wyjątkowo ciężkie warunki pogodowe wraz z silnym południowo-wschodnim sztormem, wpłynęły na to, że „Mona” była jedynym w rejonie statkiem ratowniczym zdolnym do wyjścia w morze. Ostatni raz była widziana, gdy opuszczała rzekę Tay biorąc kurs wzdłuż południowego brzegu Zatoki Św. Andrzeja. Ostatni sygnał radiowy z „Mony” został odebrany o godzinie 4:48. Łódź odnalazł helikopter Royal Air Force podczas akcji poszukiwawczej, przy plaży Buddon Sands, utrzymywaną przy brzegu przez prądy morskie. Stan „Mony” w chwili odnalezienia wskazywał na jej wysztrandowanie, co zdementowało przeprowadzone później śledztwo. Cała ośmioosobowa załoga utonęła. „North Carr” utrzymał się na zapasowych kotwicach kilka mil od wybrzeży hrabstwa Fife – załoga została ewakuowana przez helikopter. Latarniowiec został później na stałe zacumowany w przystani Dundee, a jego funkcję przejęła wybudowana później latarnia morska.
Tragedia „Mony” przyczyniła się do wszczęcia oficjalnego śledztwa, podczas którego została określona w dniu wypadku jako w 100% zdolna do żeglugi. Jako przyczynę tragedii wskazano wywrócenie się łodzi spowodowane utratą stabilności na skutek zalania przedziału silnikowego. Dryfująca w stronę lądu łódź z martwą załogą została następnie postawiona przez uderzenie masztu w płyciznę i w takim stanie odnaleźli ją ratownicy. Na pokładzie znajdowały się ciała pięciu członków załogi, a ciało szóstego odnaleziono dryfujące w bezpośrednim otoczeniu jednostki. 
Według listu nadesłanego do „Dundee Evening Telegraph” ze stycznia 2006 roku przez jednego człowieka, który wierzył w opętanie statku przez szatana, postanowiono przeprowadzić na łodzi egzorcyzmy poprzez „rytuał wikingów”. „Mona” została zabrana w nocy do portu Seton na rzece Forth, opróżniona ze wszystkich wartościowych przedmiotów, przycumowana łańcuchami do nabrzeża i podpalona. Podpalenie to odbyło się za pozwoleniem i wiedzą przewodniczącego Szkockiego Urzędu ds. Łodzi Ratunkowych (Scottish Lifeboat Council). Przyczyniło się to do rozpoczęcia postępowania w sprawie zniszczenia statku wybudowanego za publiczne pieniądze.
Incydent został opisany w piosence „The Lifeboat Mona”, oryginalnie wykonywanej przez zespół The Dubliners. Autorką polskiej wersji pod tytułem „Mona” jest Anna Peszkowska. Wykonuje ją m.in. EKT Gdynia.

## Członkowie załogi „Mony”
- Alexander Gall
- Ronald Grant
- George Smith
- John Grieve
- George Watson
- James Ferrier
- John J. Grieve
- David Anderson

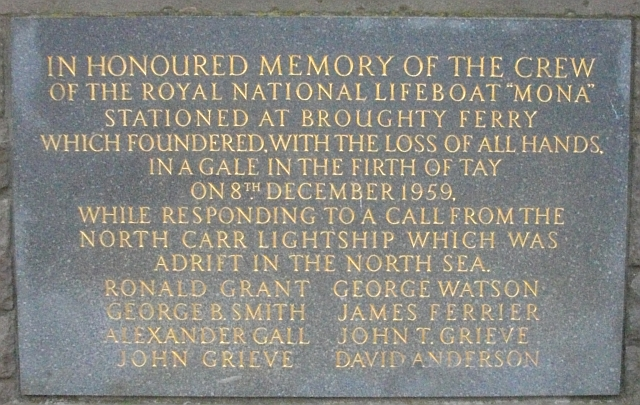
Tablica pamiątkowa

Ich imiona zostały uwiecznione na tablicy pamiątkowej w bazie statków ratowniczych.